# Besta de bodoques

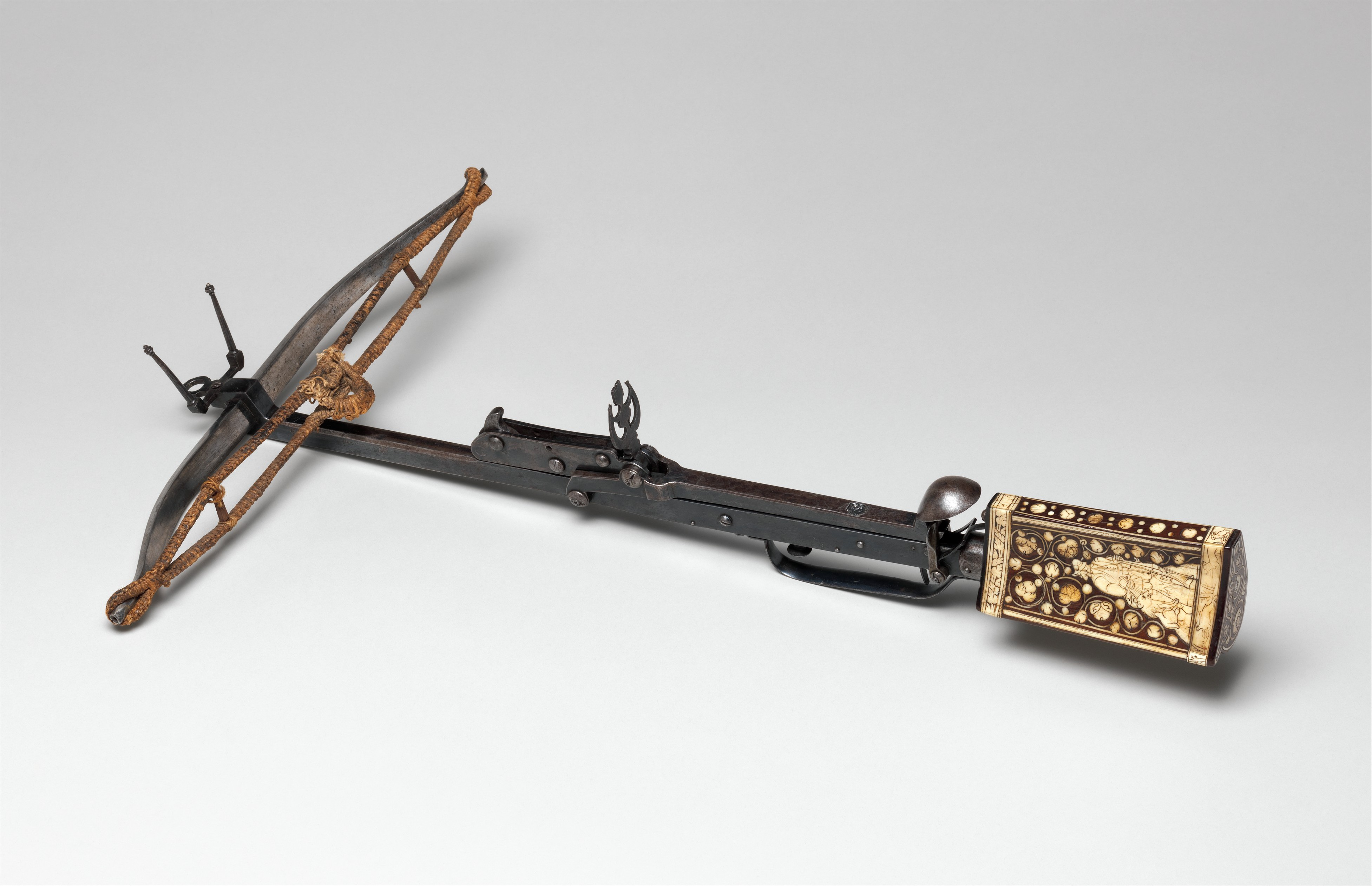
Besta de Bodoques alemã

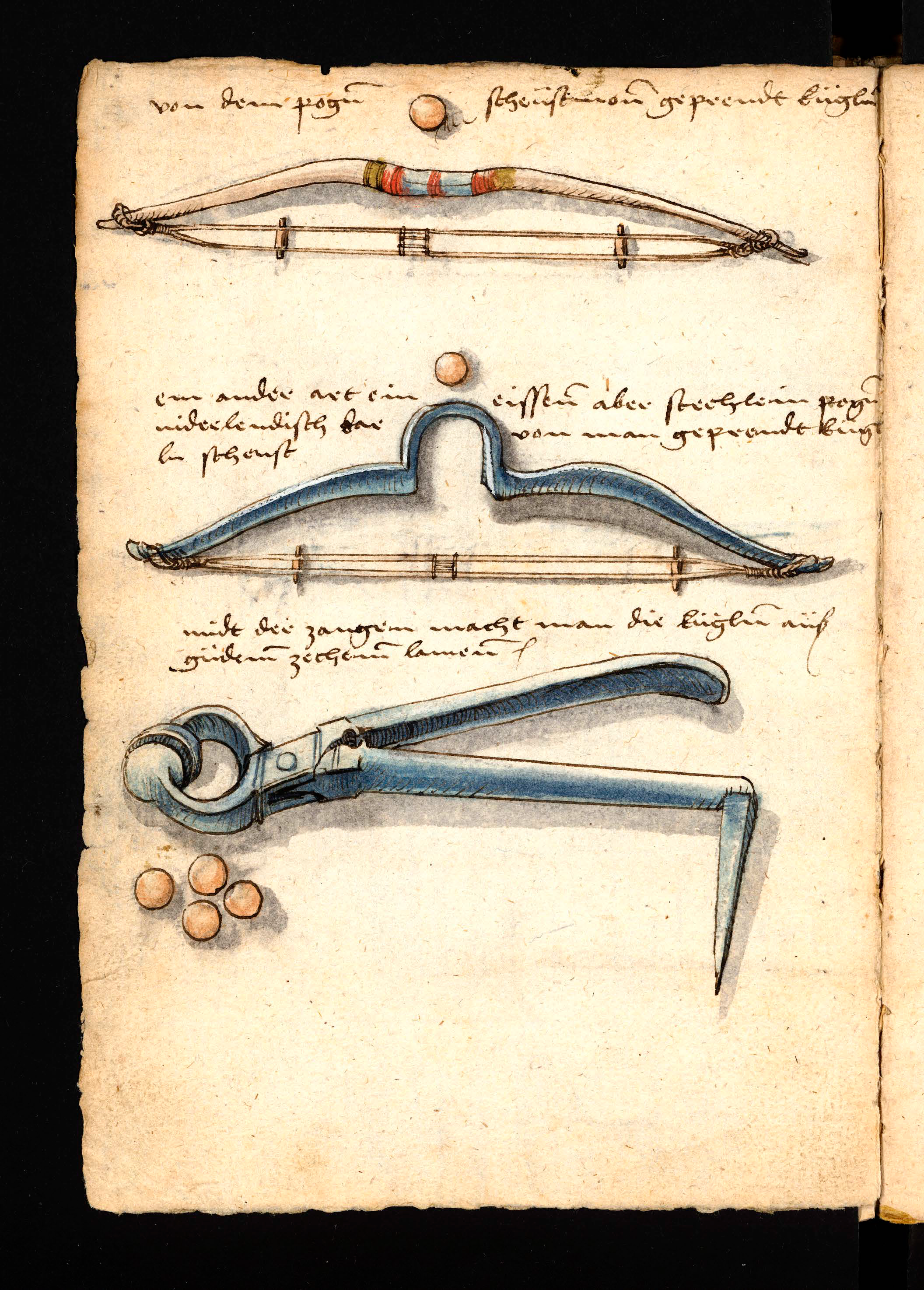
Dois arcos de pelotas do Codex Löffelholz, Nuremberga 1505

A besta de bodoques, por vezes designada "besta de cascalho", "besta de pelotas" ou simplesmente bodoque é uma versão modificada da besta simples clássica, concebida para lançar projécteis de pedra ou barro. Foi a predecessora da besta de pelouros que usava um engenho símil, mas adaptado para disparar esferas de chumbo (os pelouros).
O arco tanto podia ser de aço como de madeira, conforme a preferência e as possibilidades. Esta qualidade de bestas, ao contrários das bestas clássicas, que lançavam virotes, caracteriza-se por lançar cascalho ou bodoques, palavra actualmente obsoleta no português, mas que designa pequenas pelotas ou balas de barro cozido, envoltas numa bolsinha, atravessada por uma corda dupla, lembrando o mecanismo de uma fisga.

## Etimologia
O termo «bodoque», agora obsoleto em português, provém do grego pontikón (káryon), «noz pôntica», tendo passado pelo latim pontĭca nux, e ulteriormente sofrido alterações por força da influência árabe, convolando-se no vocábulo bunduq, que significava «noz; avelã; bala».
O bodoque tratava-se, então, de uma bala esférica de barro cozido, geralmente oca. Normalmente, lançavam-se muitos bodoques de cada vez, para maximizar a àrea de impacto de cada disparo.
No entanto, havia variedades de bodoques que eram recheadas com explosivos, alcatrão ou outras substâncias inflamáveis, que davam pelo nome de alcanzia e que podiam ser lançadas individualmente, se fossem maiores, ou aos molhos, se fossem mais pequenas.
Sucede porém que as alcanzias, como espécie de granada medieval, também chegaram a existir em variedades concebidas para serem atiradas à mão.
O substantivo alcanzia, também grafado alcancia, alcanzía e alcanzîa, vem do étimo árabe al-kinzya, do cognato al-kanz, «tesouro escondido».

## Feitio
Caracterizava-se por ter duas cordas e por a haste conter uma concavidade, dentro da qual se alojava o bodoque. Os primeiros exemplares das bestas de bodoque tinham um arco de metal, que era retesado manualmente, ao contrário de outras bestas suas contemporâneas que já estavam dotadas de outros mecanismos de armamento, como polés, garruchas e armatostes. 
A besta de bodoques exibe muitas semelhanças com as fisgas e as fundas, que são armas quejandas, mas muito mais simples. Isto posto que, ambas dispõem de uma bolsa que guarda o projéctil antes de o disparar. Em provas comparativas, embora a besta de bodoques só dispare marginalmente mais depressa do que a fisga, os seus disparos têm muito maior precisão.
As catapultas, por seu turno, até são bastante certeiras, mas, comparativamente falando, não tinham um poder de disparo tão significativo do que as bestas de pelouros, especialmente tendo em vista que a invenção dos elásticos ainda é relativamente recente.

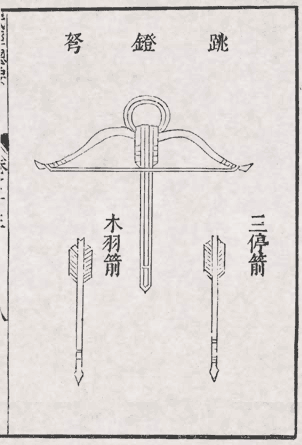
Ilustração de uma besta chinesa

## Antecedentes
Acredita-se que as primeiras bestas de assédio foram criadas pelos chineses, no século VI a.C., sendo que as bestas portáteis só terão surgido por torno do século IV a.C. Porém, só ulteriormente, após o século III a.C., é que a besta chinesa (nǔ, 弩) foi aperfeiçoada o suficiente para que o uso viesse a ser amplamente difundido pela China. Encontraram-se em Xi'an bestas entre os soldados do exército de terracota no túmulo do imperador Qin Shi Huangdi (260 a.C.-210 a.C.).
Há achados arqueológicos recentes de bestas chinesas, no túmulo 138 em Saobatang, na província de Hunan, que datam de meados do século IV. d.C É provável que estas bestas sejam os protótipos mais antigos conhecidos de bestas de bodoque, posto que usavam pelotas de barro cozido como munições. Jing Fang, matemático e músico da dinastia Han,(78–37 d.C), comparou a Lua à forma de uma pelota de barro de um bodoque. O Zhuangzi também menciona bodoques.

## Idade Média

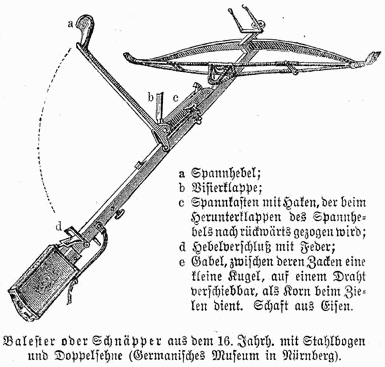
Gravura alemã do século XVII, que explica o mecanismo das bestas de bodoques

Surgiram por volta do século XIV, tendo sido colimados para caça passareira e caça miúda, visto que eram muito mais eficazes do que as armas convencionais, para acertar em presas voadoras. As pelotas de barro e outros bodoques ocos eram especialmente leves, pelo que os disparos da besta de bodoque, eram tendencialmente mais rápidos. Aliado a isto, junta-se o facto de cada disparo conter muitos projécteis de cada vez, o que conferia a cada tiro um "efeito escardeante", também dito "nuvem de disparo", que alargava a área de impacto do disparo. Era a conjugação destas duas facetas que conferiam ao caçador maiores hipóteses de acertar em alvos em movimento, como  pássaros.
Tinham um poder tracção de 20 quilos e um alcance de cerca de 20 metros.
Uma das inovações mais notáveis da besta de bodoques foi ter passado a usar um arco curvado para cima.  Isto permitia que as cordas e a bolsa, que sustentavam e lançavam o bodoque, se afastassem do resto da arma. Isto permitiu que tanto a coronha, como a haste- que corresponde ao corpo da besta- se tornasse mais recta, que utilizava molas mais fortes para lançar as balas de barro mais rapidamente e com maior precisão.

## Besta de pelouros

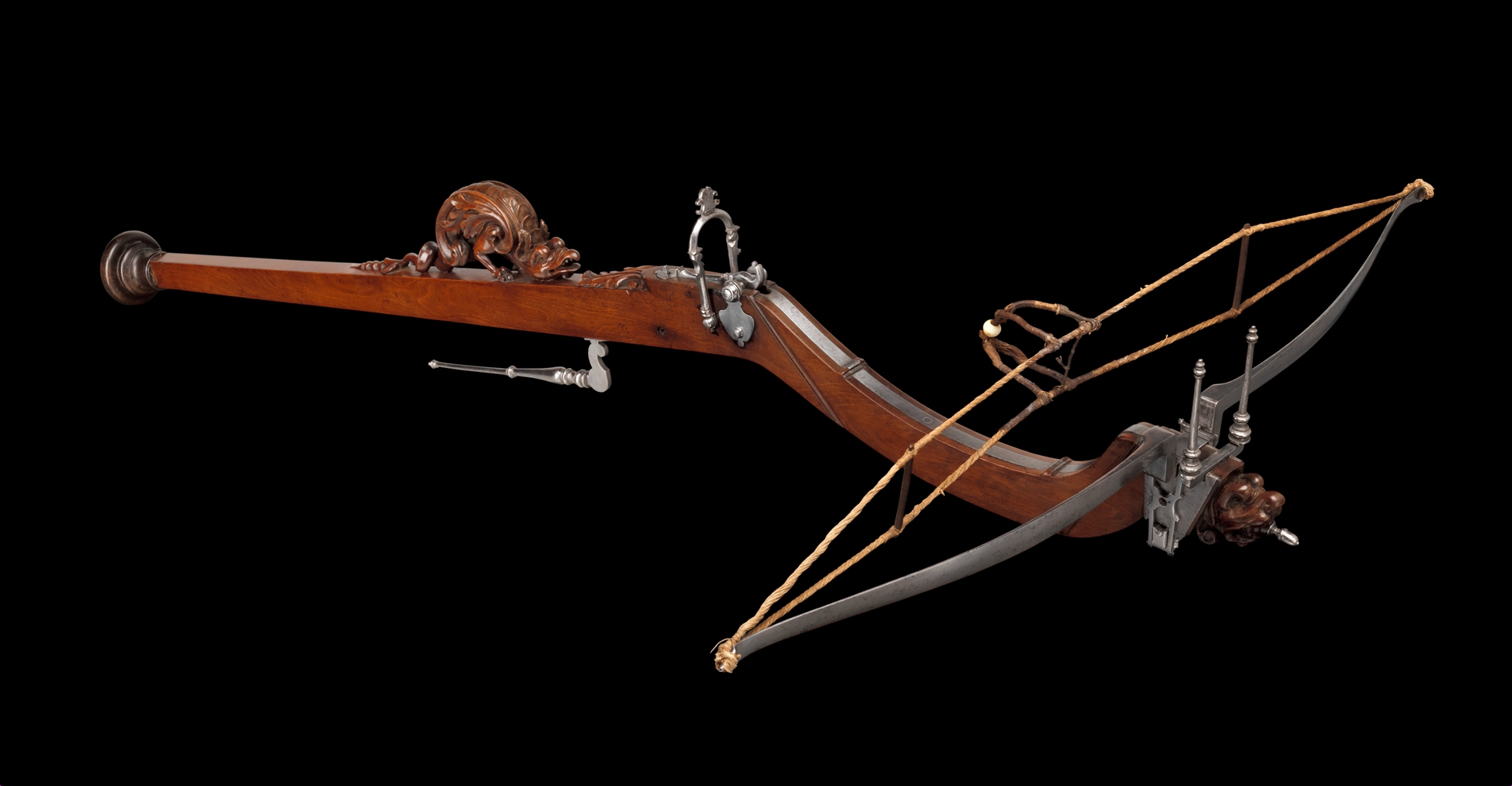
Besta de pelouros francesa

As bestas de pelouros, cujos exemplares estacionários e de maiores dimensões davam pelo nome de «Escorpião», trata-se de uma variante da besta de bodoques ou, em certa medida, da sucessora da besta de bodoques. Pese embora a besta de bodoques tenha sido usada extensivamente no âmbito da caça, a verdade é que não sofreu melhorias ou evoluções significativas até finais do século ao XVIII.
Esta nova variedade de besta caracterizava-se por disparar esferas de chumbo (os pelouros).
Os primeiros exemplares terão aparecido a partir do século XVI, na Alemanha, tendo conquistado grande popularidade pela Europa fora, entre 1760 e 1810, permanecendo em uso em partes das Américas nos finais do século XIX e início do XX.
Entretanto, os ingleses mudaram-lhe o feitio de feição a possibilitar o uso de molas mais potentes e munições maiores. O arco foi adaptado para disparar balas de chumbo, a que se chamam pelouros, que eram mais precisas e faziam danos muito mais significativos do que as pedras e as pelotas de argila. Foi incorporado na coronha um gatilho de alavanca sofisticado, que tornou esta besta mais maneirinha e portátil, facilitando o seu uso na caça.
No entanto, com o advento da invenção de espingardas mais seguras e mais potentes do que as bestas de pelouros, a sucessora da besta de bodoques começou, também ela, a entrar em declínio. De tal maneira que, no século XIX, já se tinha volvido obsoleta. O potencial destrutivo oferecido pela pólvora superava abismalmente a destrutividade proporcionável pelas bestas, de sorte que, num repente, as armas de fogo tornaram-se a arma de eleição, por excelência, quer para a caça, como para a guerra.
Uma vez que o grosso das bestas de bodoques e das bestas de pelouros usava munições de baixo calibre, o seu escopo primacial era a caça passareira e a caça miúda.  Por ser uma besta, e não uma arma de fogo, não é uma arma particularmente ruidosa, o que favorece a furtividade do caçador. Pese embora existissem armas suas coevas mais poderosas, a besta de bodoques e a sua sucessora, a besta de pelouros, foi extremamente popular, exactamente por ser pouco barulhenta e, por conseguinte, menos propensa a espantar a presa, quando se disparava.  Naturalmente, isto valeu-lhe a primazia, dentre as armas de caça, durante décadas.   
Outra grande vantagem das bestas de bodoques e de pelouros é que são relativamente fáceis e intuitivas de usar. O que também lhes valeu a primazia, enquanto arma de eleição, para os aprendizes de caçador e para os magalas dos exércitos.
De igual modo, pese embora nem fosse a mais ideal das armas de guerra ou de caça, conheceu enorme popularidade na época, enquanto arma de aprendizagem. E isto resultava do facto de acarretar um risco relativamente reduzido de provocar acidentes e de ser relativamente fácil e intuitiva de manejar, o que fazia dela a arma ideal para atiradores principiantes.
Além disso, era especialmente ligeira e maneirinha, o que, no âmbito das bestas, era uma vantagem inestimável, porque permitia ao besteiro levá-la consigo para qualquer lado, sem grande estorvo.
As bestas de bodoques e de pelouros têm certas limitações insuperáveis. Apesar do seu excepcional bom desempenho venatório, frente a presas de caça miúda como perdizes e coelhos, deixa muito a desejar num contexto militar. Os disparos não são potentes o suficiente para trespassar a carne dos tropas, especialmente as mais couraçadas. Não é uma arma perfurante o suficiente, é fundamentalmente uma arma de projécteis contundentes. De maneira que, salvo os disparos de besta de pelouros, dirigidos à queima-roupa à cabeça do inimigo, que tinham uma boa aptidão para causar traumatismos e fracturas cranianas, este tipo de bestas não era especialmente letal, quando comparadas com as bestas convencionais.
Os virotes eram tendencialmente mais eficazes, fosse a incapacitar, fosse a matar o inimigo, do que os bodoques, além de que tinham um alcance máximo de disparo superior ao dos bodoques e dos pelouros.  De maneira que as bestas de bodoques e de pelouros ficaram sempre mais relegados ao âmbito venatório da caça passareira e miúda, onde eram garantidamente mais eficazes do que as bestas convencionais.
O facto de as bestas de bodoques e de pelouros usarem arcos de metal também acarretava desvantagens para o acto de recarregar, uma vez que o metal é menos elástico, pelo que demora mais e obriga a um maior esforço tênsil, para armar a besta, quando comparado com os arcos de madeira das bestas convencionais.